# André Rieu
André Léon Marie Nicolas Rieu, född 1 oktober 1949 i Maastricht, är en nederländsk violinist, dirigent och kompositör. Han är grundare och medlem av orkestern Johann Strauss Orchestra.
Rieu växte upp i en musikalisk familj av franskt ursprung. Redan vid fem års ålder började han spela violin och visade redan tidigt sin fascination för orkester. Han valde att först studera violin i den belgiska staden Liège för att senare avsluta sina studier vid musikakademien konservatorium Maastricht. Mellan åren 1974 och 1977 var han aktiv inom musikskolan i Bryssel. Han var elev till André Gertler dessa år och var sen elev till Nilla Pierrou på Conservatorim Maastricht, varefter han senare grundade Johann Strauss Orchestra 1987 och sitt eget produktionsbolag.